# Colin McPhee
Pour les articles homonymes, voir McPhee.
Colin McPhee (né le 15 mars 1900 à Montréal – mort le 7 janvier 1964 à Los Angeles) est un compositeur canadien. Il est réputé pour être le premier compositeur occidental à avoir effectué une étude ethnomusicologique de la musique balinaise. Il a été l’élève d’Edgard Varèse. Ami de Henry Cowell, de Leonard Bernstein, de Benjamin Britten, auquel il fit connaître la musique balinaise, et de Lou Harrison, il s’est intéressé à la world music dès les années 1930. Il était également critique de jazz.

## Source
- (en) Cet article est partiellement ou en totalité issu de l’article de Wikipédia en anglais intitulé « Colin McPhee » (voir la liste des auteurs).